# Túnez en los Juegos Olímpicos de Atlanta 1996
Túnez estuvo representado en los Juegos Olímpicos de Atlanta 1996 por un total de 51 deportistas, 45 hombres y 6 mujeres, que compitieron en 9 deportes.
El portador de la bandera en la ceremonia de apertura fue el yudoca Iskander Hachicha.

## Medallistas
El equipo olímpico tunecino obtuvo las siguientes medallas:
| Nombre       | Deporte | Competición |
| ------------ | ------- | ----------- |
| Oro          |         |             |
| —            |         |             |
| Plata        |         |             |
| —            |         |             |
| Bronce       |         |             |
| Fethi Misaui | Boxeo   | 63,5 kg M   |